# Moustapha Niasse
Moustapha Niasse (ur. 4 listopada 1939 w Keur Madiabel) – senegalski polityk i dyplomata. Minister spraw zagranicznych w latach 1978–1984 oraz 1993–1998. Premier Senegalu od 3 do 29 kwietnia 1983 (jako pełniący obowiązki) oraz od 5 kwietnia 2000 do 3 marca 2001. Przewodniczący Zgromadzenia Narodowego od 30 lipca 2012.

## Życiorys
Moustapha Niasse urodził się w 1939 w Keur Madiabel. Ukończył liceum Lycée Faidherbe w Saint-Louis, po czym rozpoczął studia prawnicze na dakarskim uniwersytecie Université Cheikh Anta Diop. Naukę kontynuował w instytucie Institut d'Etudes du Développement Economique et Social na Uniwersytecie Paryskim. Zdobył również dyplom szkoły Ecole Nationale d'Administration du Sénégal. 
Po zakończeniu nauki rozpoczął działalność publiczną, wstępując w szeregi rządzącej Senegalskiej Partii Socjalistycznej. W latach 1967–1970 był dyrektorem Urzędu ds. Informacji i Prasy. Od 1970 do 1979 zajmował stanowisko dyrektora gabinetu prezydenta Léopolda Sédara Senghora. Od 15 marca do 19 września 1979 pełnił funkcję ministra urbanizacji, mieszkalnictwa i środowiska naturalnego, a następnie ministra spraw zagranicznych (1979-1984). Od 3 do 29 kwietnia 1983 pełnił obowiązki szefa rządu, aż do czasu nowelizacji konstytucji znoszącej to stanowisko. Od czerwca 1993 do lipca 1998 ponownie pełnił urząd ministra spraw zagranicznych. Od 1998 do 1999 był Specjalnym Przedstawicielem Sekretarza Generalnego ONZ ds. Regionu Wielkich Jezior. 
Pod koniec lat 90. zerwał współpracę z prezydentem Abdou Dioufem, wystąpił z Senegalskiej Partii Socjalistycznej i w lipcu 1999 założył własną partię, Sojusz Sił Postępu (Alliance des Forces de Progrès, AFP). Został jej kandydatem w wyborach prezydenckich 27 lutego 2000. Zajął w nich trzecie miejsce (16,8% głosów poparcia) za urzędującym prezydentem Abdou Dioufem oraz liderem opozycji Abdoulaye'em Wade. W drugiej turze głosowania poparł Wade. Po zwycięstwie w wyborach, prezydent Wade 5 kwietnia 2000 mianował go szefem rządu. Niasse zajmował ten urząd przez 11 miesięcy. Zrezygnował 3 marca 2001, po odrzuceniu złożonej przez prezydenta propozycji wstąpienia do Senegalskiej Partii Demokratycznej
W wyborach parlamentarnych w kwietniu 2001 uzyskał mandat deputowanego do Zgromadzenia Narodowego, a jego partia zdobyła 11 mandatów. W czerwcu 2002 sekretarz generalny ONZ Kofi Annan mianował go specjalnym wysłannikiem do Demokratycznej Republiki Konga z misją pomocy w sformowaniu rządu jedności narodowej po latach wojny domowej. W lutym 2007 wziął po raz drugi udział wyborach prezydenckich, w których zajął czwarte miejsce, zdobywając niecałe 6% głosów poparcia. Sojusz Sił Postępu, razem z innymi partiami opozycji, zbojkotował wybory parlamentarne z 3 czerwca 2007 z powodu odrzucenia postulatu rewizji list wyborczych i powołania nowej komisji wyborczej. 
26 lutego 2012 po raz trzeci wziął udział w wyborach prezydenckich, w których zajął trzecie miejsce, uzyskując 13,20% głosów poparcia. W drugiej turze, razem z pozostałymi kandydatami opozycji, poparł kandydaturę byłego premiera Macky'ego Salla, który wybory wygrał. Przed wyborami parlamentarnymi przeprowadzanymi 1 lipca 2012 przystąpił do koalicji prezydenta Salla, która zdobyła 119 spośród 150 mandatów. W konsekwencji, 30 lipca 2012 został wybrany nowym przewodniczącym Zgromadzenia Narodowego.